# Léning
Léning é uma comuna francesa na região administrativa de Grande Leste, no departamento de Mosela. Estende-se por uma área de 6,49 km². Em 2010 a comuna tinha 354 habitantes (densidade: 54,5 hab./km²).